# Lochsa
La Lochsa est une rivière de l'Idaho aux États-Unis. Longue d'environ 110 km, elle se forme dans les monts Bitterroot puis s'écoule vers le sud-ouest avant de rejoindre la Selway près de Lowell (en) pour former la Middle Fork de la Clearwater.
Elle a été désignée National Wild and Scenic River en 1968.